# Stemmatomerinx decorata
Stemmatomerinx decorata är en insektsart som beskrevs av Ferris 1950. Stemmatomerinx decorata ingår i släktet Stemmatomerinx och familjen ullsköldlöss. Inga underarter finns listade i Catalogue of Life.